# Polnischer Fußballpokal 2012/13
Der Puchar Polski 2012/13 war die 59. Ausspielung des polnischen Pokalwettbewerbs. Er begann am 18. Juli 2012 mit den ersten Vorrundenspielen und endete am 8. Mai 2013 mit dem Rückspiel des Finales.
Titelverteidiger Legia Warschau gewann den nationalen Pokal im Finale gegen Śląsk Wrocław zum dritten Mal in Folge. Es war für Legia der 16. Sieg bei der 22. Finalteilnahme. Für Endspielgegner Śląsk Wrocław war es die erste Niederlage bei der dritten Finalteilnahme.
Als polnischer Meister der Saison 2012/13 qualifizierte sich Legia für die 2. Qualifikationsrunde der UEFA Champions League 2013/14, so dass Śląsk Wrocław als Finalist an der 2. Qualifikationsrunde der UEFA Europa League 2013/14 teilnahm.

## Teilnehmende Mannschaften
Für die Hauptrunde waren 85 Mannschaften qualifiziert:
| Ekstraklasa 16 Vereine der Saison 2011/12 | 1. Liga 18 Vereine der Saison 2011/12 | 2. Liga 35 Vereine der Saison 2011/12 | 2. Liga 35 Vereine der Saison 2011/12 | 16 regionale Pokalsieger der Woiwodschaften der Saison 2011/12 |
| Śląsk Wrocław Ruch Chorzów Legia Warschau (TV) Lech Posen Korona Kielce Polonia Warschau Wisła Krakau Górnik Zabrze Zagłębie Lubin Jagiellonia Białystok Widzew Łódź Podbeskidzie Bielsko-Biała Lechia Gdańsk GKS Bełchatów KS Cracovia ŁKS Łódź | Piast Gliwice Pogoń Szczecin Zawisza Bydgoszcz Kolejarz Stróże Termalica Bruk-Bet Nieciecza GKS Bogdanka Łęczna Arka Gdynia Flota Świnoujście Ruch Radzionków Warta Posen Olimpia Grudziądz Sandecja Nowy Sącz GKS Katowice Dolcan Ząbki Polonia Bytom Wisła Płock KS Polkowice Olimpia Elbląg | Gruppe Ost Okocimski KS Brzesko OKS Stomil Olsztyn Puszcza Niepołomice Znicz Pruszków Motor Lublin Resovia Rzeszów Stal Stalowa Wola Wisła Puławy Pogoń Siedlce Świt Nowy Dwór Mazowiecki Stal Rzeszów Wigry Suwałki Garbarnia Krakau Pelikan Łowicz Jeziorak Iława KSZO Ostrowiec Świętokrzyski Sokół Sokółka | Gruppe West Miedź Legnica GKS Tychy Bytovia Bytów Jarota Jarocin Ruch Zdzieszowice Górnik Wałbrzych Elana Toruń MZKS Chrobry Głogów Chojniczanka Chojnice MKS Kluczbork Raków Częstochowa Czarni Żagań Energetyk ROW Rybnik Zagłębie Sosnowiec Tur Turek Calisia Kalisz Nielba Wągrowiec Bałtyk Gdynia | Sokół Ostróda (WN) Luboński KS (WP) Łysica II Bodzentyn (SK) Piast Tuczempy (PK) Limanovia Limanowa (MA) Cuiavia Inowrocław (KP) Lechia Zielona Góra (LB) GKS II Bogdanka Łęczna (LU) Sokół Aleksandrów Łódzki (LD) Legia II Warschau (MZ) LZS Stary Śleszów (DS) Start Bogdanowice 1 (OP) ŁKS 1926 Łomża (PD) Kaszubia Kościerzyna (PM) Polonia Łaziska Górne (SL) Kotwica Kołobrzeg (ZP) |

## Auslosung und Spieltermine

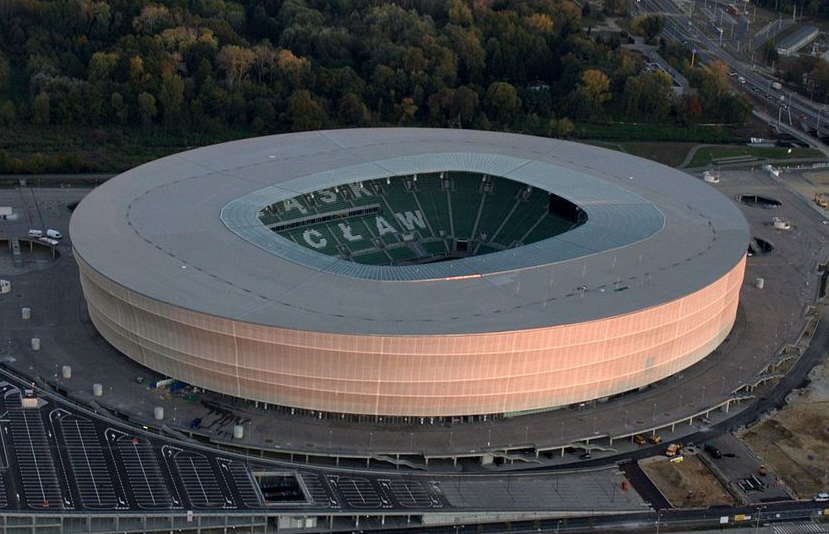
Das Städtische Stadion in Breslau (nach dem Umbau für die EM 2012), Austragungsort des ersten Finalspiels

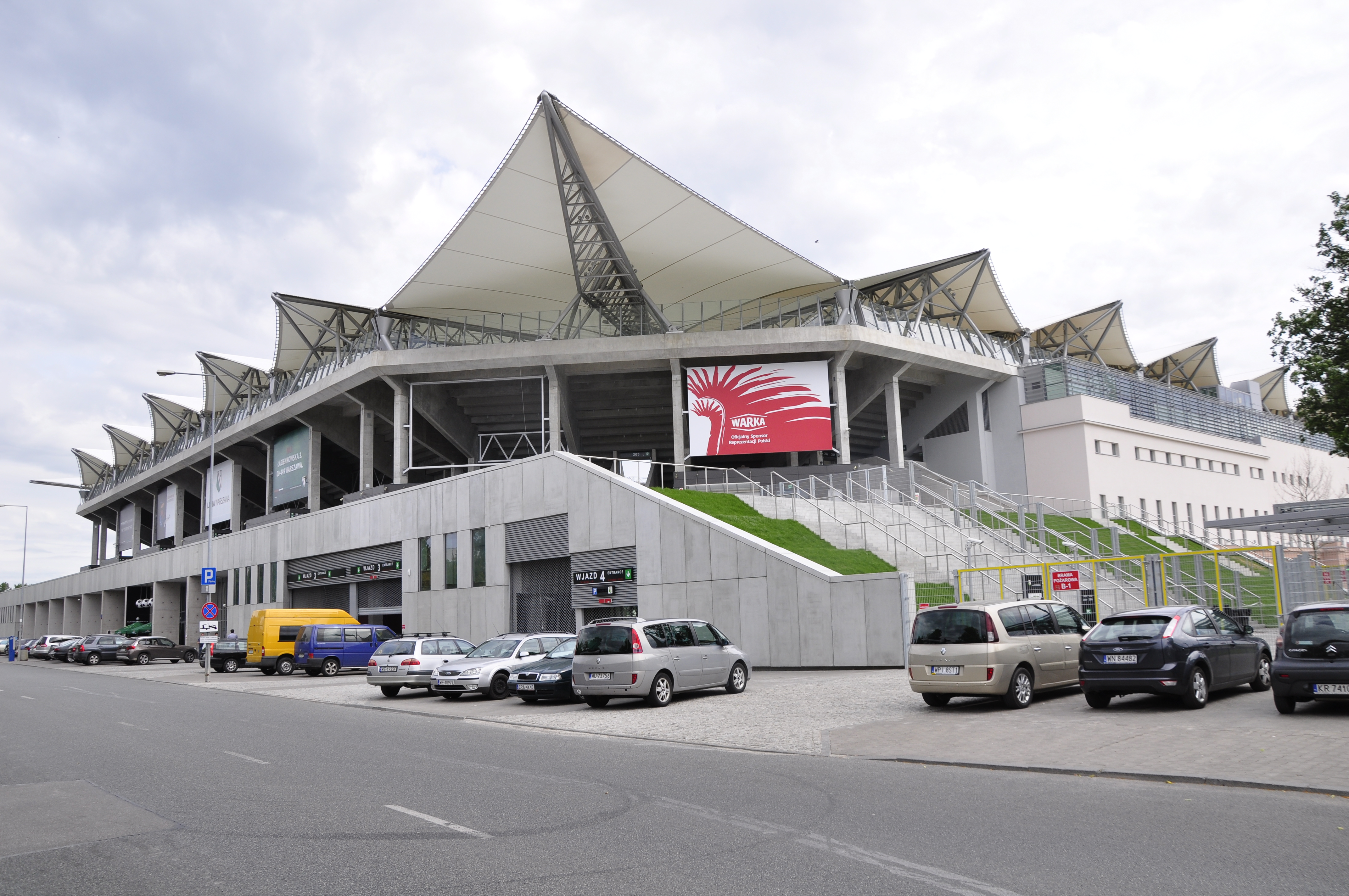
Stadion Wojska Polskiego, heute: Pepsi Arena in Warschau (nach dem Umbau 2011), Austragungsort des zweiten Finalspiels

| Runde                            | Auslosung  | 1. Spiel                       | 2. Spiel                     |
| -------------------------------- | ---------- | ------------------------------ | ---------------------------- |
| Ausscheidungsspiele zur Vorrunde | 18.06.2012 | 18.07.2012                     | —                            |
| Vorrunde                         | 18.06.2012 | 24./25.07.2012                 | —                            |
| 1. Runde                         | 26.07.2012 | 31.07. und 01.08.2012          | —                            |
| 2. Runde                         | 26.07.2012 | 04., 05. 11. und 12.08.2012    | —                            |
| Achtelfinale                     | 21.08.2012 | 25.-27.09., 02. und 03.10.2012 | —                            |
| Viertelfinale                    | 24.10.2012 | 26.-28.02.2013                 | 12., 13., 26. und 27.03.2013 |
| Halbfinale                       | 14.03.2013 | 09. und 10.04.2013             | 16. und 17.04.2013           |
| Finale                           | -          | 02.05.2013                     | 08.05.2013                   |

## Ausscheidungsspiele zur Vorrunde
Die Ausscheidungsspiele zur Vorrunde fanden am 18. Juli 2012 mit den 16 regionalen Pokalsiegern aus den Woiwodschaften und 35 Vereinen der 2. Liga statt. Pelikan Łowicz erhielt für diese Runde ein Freilos.
| Datum      |                          | Ergebnis              |                              |
| ---------- | ------------------------ | --------------------- | ---------------------------- |
| 18.07.2012 | Kaszubia Kościerzyna     | 1:3 n. V.             | OKS Stomil Olsztyn           |
| 18.07.2012 | Kotwica Kołobrzeg        | 2:0                   | Elana Toruń                  |
| 18.07.2012 | Sokół Ostróda            | 2:1                   | Jeziorak Iława               |
| 18.07.2012 | ŁKS 1926 Łomża           | 0:3                   | Świt Nowy Dwór Mazowiecki    |
| 18.07.2012 | Cuiavia Inowrocław       | 1:2                   | Nielba Wągrowiec             |
| 18.07.2012 | Luboński KS              | 13:0 1                | Calisia Kalisz               |
| 18.07.2012 | Lechia Zielona Góra      | 1:2                   | MZKS Chrobry Głogów          |
| 18.07.2012 | Sokół Aleksandrów Łódzki | 1:0                   | Znicz Pruszków               |
| 18.07.2012 | Legia II Warschau        | 2:1                   | Motor Lublin                 |
| 18.07.2012 | GKS II Bogdanka Łęczna   | 13:0 2                | KSZO Ostrowiec Świętokrzyski |
| 18.07.2012 | Łysica II Bodzentyn      | 13:0 3                | Stal Stalowa Wola            |
| 18.07.2012 | LZS Stary Śleszów        | 0:3                   | Górnik Wałbrzych             |
| 18.07.2012 | Odra Wodzisław Śląski    | 1:3                   | GKS Tychy                    |
| 18.07.2012 | Polonia Łaziska Górne    | 2:4                   | Puszcza Niepołomice          |
| 18.07.2012 | Limanovia Limanowa       | 2:0                   | Raków Częstochowa            |
| 18.07.2012 | Piast Tuczempy           | 1:1 n. V. (1:4 i. E.) | Garbarnia Krakau             |
| 18.07.2012 | Bałtyk Gdynia            | 2:0                   | Bytovia Bytów                |
| 18.07.2012 | Miedź Legnica            | 13:0 4                | Czarni Żagań                 |
| 18.07.2012 | Sokół Sokółka            | 0:6                   | Wigry Suwałki                |
| 18.07.2012 | Chojniczanka Chojnice    | 2:2 n. V. (5:4 i. E.) | Jarota Jarocin               |
| 18.07.2012 | Tur Turek                | 0:0 n. V. (4:3 i. E.) | MKS Kluczbork                |
| 18.07.2012 | Ruch Zdzieszowice        | 2:0                   | Energetyk ROW Rybnik         |
| 18.07.2012 | Wisła Puławy             | 1:3                   | Pogoń Siedlce                |
| 18.07.2012 | Resovia Rzeszów          | 2:3 n. V.             | Okocimski KS Brzesko         |
| 18.07.2012 | Zagłębie Sosnowiec       | 2:1                   | Stal Rzeszów                 |

## Vorrunde
Die Vorrundenspiele fanden am 24. und 25. Juli 2012 statt. OKS Stomil Olsztyn und Sokół Aleksandrów Łódzki erhielten ein Freilos für die erste Runde.
| Datum      |                     | Ergebnis              |                           |
| ---------- | ------------------- | --------------------- | ------------------------- |
| 24.07.2012 | Legia II Warschau   | 2:1                   | GKS II Bogdanka Łęczna    |
| 25.07.2012 | Kotwica Kołobrzeg   | 0:0 n. V. (5:4 i. E.) | Bałtyk Gdynia             |
| 25.07.2012 | Sokół Ostróda       | 1:0                   | Świt Nowy Dwór Mazowiecki |
| 25.07.2012 | Luboński KS         | 3:1                   | Nielba Wągrowiec          |
| 25.07.2012 | MZKS Chrobry Głogów | 1:2                   | Miedź Legnica             |
| 25.07.2012 | Łysica II Bodzentyn | 5:1                   | Pogoń Siedlce             |
| 25.07.2012 | Górnik Wałbrzych    | 2:0                   | GKS Tychy                 |
| 25.07.2012 | Limanovia Limanowa  | 2:1                   | Garbarnia Krakau          |
| 25.07.2012 | Ruch Zdzieszowice   | 2:1                   | Tur Turek                 |
| 25.07.2012 | Wigry Suwałki       | 2:2 n. V. (6:5 i. E.) | Chojniczanka Chojnice     |
| 25.07.2012 | Puszcza Niepołomice | 2:2 n. V. (4:5 i. E.) | Okocimski KS Brzesko      |
| 25.07.2012 | Pelikan Łowicz      | 3:2                   | Zagłębie Sosnowiec        |

## 1. Runde
Die Spiele der 1. Runde fanden am 31. Juli und 1. August 2012 statt. Es nahmen die Gewinner der Vorrundenspiele sowie OKS Stomil Olsztyn und Sokół Aleksandrów Łódzki, die ein Freilos hatten, teil. Hinzu kamen die 18 Mannschaften der 1. Liga.
| Datum      |                          | Ergebnis              |                              |
| ---------- | ------------------------ | --------------------- | ---------------------------- |
| 31.07.2012 | Pelikan Łowicz           | 2:1                   | Kolejarz Stróże              |
| 31.07.2012 | Okocimski KS Brzesko     | 1:1 n. V. (4:2 i. E.) | Polonia Bytom                |
| 31.07.2012 | OKS Stomil Olsztyn       | 2:3                   | GKS Bogdanka Łęczna          |
| 31.07.2012 | Arka Gdynia              | 0:1                   | Olimpia Elbląg               |
| 01.08.2012 | Limanovia Limanowa       | 0:1                   | Piast Gliwice                |
| 01.08.2012 | Wigry Suwałki            | 1:2                   | Termalica Bruk-Bet Nieciecza |
| 01.08.2012 | Luboński KS              | 4:2                   | GKS Katowice                 |
| 01.08.2012 | Sokół Ostróda            | 13:0 1                | Ruch Radzionków              |
| 01.08.2012 | Miedź Legnica            | 2:1                   | Dolcan Ząbki                 |
| 01.08.2012 | Łysica II Bodzentyn      | 1:2                   | Wisła Płock                  |
| 01.08.2012 | Kotwica Kołobrzeg        | 0:4                   | Warta Posen                  |
| 01.08.2012 | Ruch Zdzieszowice        | 0:5                   | Flota Świnoujście            |
| 01.08.2012 | Górnik Wałbrzych         | 4:1                   | Sandecja Nowy Sącz           |
| 01.08.2012 | Sokół Aleksandrów Łódzki | 0:5                   | Zawisza Bydgoszcz            |
| 01.08.2012 | Legia II Warschau        | 2:4 n. V.             | KS Polkowice                 |
| 01.08.2012 | Olimpia Grudziądz        | 1:0 n. V.             | Pogoń Szczecin               |

## 2. Runde
Die Spiele der 2. Runde fanden am 4., 5., 11. und 12. August 2012 statt. Es nahmen die 16 Gewinner der 1. Runde teil. Hinzu kamen die 16 Mannschaften der Ekstraklasa.
| Datum      |                              | Ergebnis  |                            |
| ---------- | ---------------------------- | --------- | -------------------------- |
| 04.08.2012 | KS Polkowice                 | 0:1       | Śląsk Wrocław              |
| 05.08.2012 | Okocimski KS Brzesko         | 0:4       | Legia Warschau             |
| 11.08.2012 | Piast Gliwice                | 1:0       | Widzew Łódź                |
| 11.08.2012 | Termalica Bruk-Bet Nieciecza | 0:2       | GKS Bełchatów              |
| 11.08.2012 | Luboński KS                  | 0:5       | Wisła Krakau               |
| 11.08.2012 | Sokół Ostróda                | 1:8       | Jagiellonia Białystok      |
| 11.08.2012 | Wisła Płock                  | 2:4       | Zagłębie Lubin             |
| 11.08.2012 | Warta Posen                  | 1:0       | Podbeskidzie Bielsko-Biała |
| 11.08.2012 | Flota Świnoujście            | 2:1       | Górnik Zabrze              |
| 11.08.2012 | Górnik Wałbrzych             | 2:1       | ŁKS Łódź                   |
| 11.08.2012 | Zawisza Bydgoszcz            | 0:2       | Cracovia                   |
| 11.08.2012 | GKS Bogdanka Łęczna          | 1:2 n. V. | Lechia Gdańsk              |
| 11.08.2012 | Olimpia Elbląg               | 1:2 n. V. | Korona Kielce              |
| 12.08.2012 | Olimpia Grudziądz            | 2:1 n. V. | Lech Posen                 |
| 12.08.2012 | Miedź Legnica                | 1:3       | Polonia Warschau           |
| 12.08.2012 | Pelikan Łowicz               | 0:1       | Ruch Chorzów               |

## Achtelfinale
Die Spiele des Achtelfinals fanden am 25. bis 27. September und am 2. und 3. Oktober 2012 statt.
| Datum      |                       | Ergebnis              |                   |
| ---------- | --------------------- | --------------------- | ----------------- |
| 25.09.2012 | Warta Posen           | 0:1                   | Wisła Krakau      |
| 25.09.2012 | Ruch Chorzów          | 3:1 n. V.             | Korona Kielce     |
| 26.09.2012 | Piast Gliwice         | 1:2                   | Legia Warschau    |
| 26.09.2012 | Śląsk Wrocław         | 3:0                   | GKS Bełchatów     |
| 27.09.2012 | Górnik Wałbrzych      | 1:3 n. V.             | Olimpia Grudziądz |
| 02.10.2012 | Zagłębie Lubin        | 2:1                   | Polonia Warschau  |
| 03.10.2012 | Flota Świnoujście     | 2:2 n. V. (8:7 i. E.) | Cracovia          |
| 03.10.2012 | Jagiellonia Białystok | 2:2 n. V. (5:4 i. E.) | Lechia Gdańsk     |

## Viertelfinale
Die Spiele wurden in Hin- und Rückspielen ausgetragen. Die Hinspiele fanden am 26. bis 28. Februar, die Rückspiele am 12., 13., 26. und 27. März 2013 statt.
| Datum             |                | Gesamt |                       | Hinspiel | Rückspiel |
| ----------------- | -------------- | ------ | --------------------- | -------- | --------- |
| 26.02./26.03.2013 | Legia Warschau | 6:2    | Olimpia Grudziądz     | 4:1      | 2:1       |
| 27.02./27.03.2013 | Śląsk Wrocław  | 5:2    | Flota Świnoujście     | 3:2      | 2:0       |
| 27.02./13.03.2013 | Zagłębie Lubin | 2:3    | Ruch Chorzów          | 2:2      | 0:1       |
| 28.02./12.03.2013 | Wisła Krakau   | 6:2    | Jagiellonia Białystok | 2:0      | 4:2       |

## Halbfinale
Die Hinspiele fanden am 9. und 10. April, die Rückspiele am 16. und 17. April 2013 statt.
| Datum          |               | Gesamt |                | Hinspiel | Rückspiel |
| -------------- | ------------- | ------ | -------------- | -------- | --------- |
| 09./16.04.2013 | Ruch Chorzów  | 1:2    | Legia Warschau | 0:0      | 1:2       |
| 10./17.04.2013 | Śląsk Wrocław | 5:3    | Wisła Kraków   | 2:1      | 3:2       |

## Finale

### Hinspiel
| Śląsk Wrocław                            | Śląsk Wrocław | Legia Warschau | Legia Warschau |
| ---------------------------------------- | --- | --- | -------------- |
| Śląsk Wrocław                            | \| 2. Mai 2013 in Wrocław (Stadion Miejski) \| \| Ergebnis: 0:2 (0:2) \| \| Zuschauer: 38.000 \| \| Schiedsrichter: Szymon Marciniak (Płock) \| | \| 2. Mai 2013 in Wrocław (Stadion Miejski) \| \| Ergebnis: 0:2 (0:2) \| \| Zuschauer: 38.000 \| \| Schiedsrichter: Szymon Marciniak (Płock) \| | Legia Warschau |
| Śląsk Wrocław                            | Rafał Gikiewicz – Tadeusz Socha (83. Krzysztof Ostrowski), Marcin Kowalczyk, Marek Wasiluk, Mariusz Pawelec – Waldemar Sobota, Przemysław Kaźmierczak (53. Łukasz Gikiewicz), Dalibor Stevanović, Sebastian Mila, Piotr Ćwielong – Éric Mouloungui (46. Mateusz Cetnarski) Cheftrainer: Stanislav Levý ( Tschechien) | Wojciech Skaba – Artur Jędrzejczyk, Iñaki Astiz, Tomasz Jodłowiec, Marko Šuler – Michał Kucharczyk, Ivica Vrdoljak, Dominik Furman, Wladimir Dwalischwili, Tomasz Brzyski (84. Aleksander Jagiełło) – Marek Saganowski (77. Daniel Łukasik) Cheftrainer: Jan Urban | Legia Warschau |
| Śląsk Wrocław                            | 0:1 Marek Saganowski (32.) 0:2 Marek Saganowski (44.) | | Legia Warschau |
| Śląsk Wrocław                            | Mariusz Pawelec, Tadeusz Socha, Marek Wasiluk | Ivica Vrdoljak | Legia Warschau |
| 2. Mai 2013 in Wrocław (Stadion Miejski) | | |                |
| Ergebnis: 0:2 (0:2)                      | | |                |
| Zuschauer: 38.000                        | | |                |
| Schiedsrichter: Szymon Marciniak (Płock) | | |                |

### Rückspiel
| Legia Warschau                        | Legia Warschau | Śląsk Wrocław | Śląsk Wrocław |
| ------------------------------------- | --- | --- | ------------- |
| Legia Warschau                        | \| 8. Mai 2013 in Warschau (Pepsi Arena) \| \| Ergebnis: 0:1 (0:1) \| \| Zuschauer: 29.416 \| \| Schiedsrichter: Paweł Gil (Lublin) \| | \| 8. Mai 2013 in Warschau (Pepsi Arena) \| \| Ergebnis: 0:1 (0:1) \| \| Zuschauer: 29.416 \| \| Schiedsrichter: Paweł Gil (Lublin) \| | Śląsk Wrocław |
| Legia Warschau                        | Wojciech Skaba – Artur Jędrzejczyk, Michał Żewłakow, Tomasz Jodłowiec, Marko Šuler – Jakub Kosecki, Ivica Vrdoljak, Janusz Gol (33. Daniel Łukasik), Wladimir Dwalischwili, Tomasz Brzyski (74. Miroslav Radović) – Marek Saganowski (87. Dominik Furman) Cheftrainer: Jan Urban | Rafał Gikiewicz – Tadeusz Socha, Rafał Grodzicki, Adam Kokoszka, Krzysztof Ostrowski – Waldemar Sobota, Marcin Kowalczyk, Dalibor Stevanović (87. Łukasz Gikiewicz), Sebastian Mila, Piotr Ćwielong (87. Jakub Więzik) – Mateusz Cetnarski (65. Sylwester Patejuk) Cheftrainer: Stanislav Levý ( Tschechien) | Śląsk Wrocław |
| Legia Warschau                        | 0:1 Michał Żewłakow (2., Eigentor) | | Śląsk Wrocław |
| Legia Warschau                        | Vladimir Dvalishvili, Jakub Kosecki | Krzysztof Ostrowski, Tadeusz Socha | Śląsk Wrocław |
| 8. Mai 2013 in Warschau (Pepsi Arena) | | |               |
| Ergebnis: 0:1 (0:1)                   | | |               |
| Zuschauer: 29.416                     | | |               |
| Schiedsrichter: Paweł Gil (Lublin)    | | |               |

## Beste Torschützen
Nachfolgend sind die besten Torschützen des Polnischen Fußballpokals 2012/13 aufgeführt. Die Sortierung erfolgt nach Anzahl ihrer Treffer, bei gleicher Toranzahl alphabetisch.
| \| Rang \| Spieler \| Verein \| Tore \| \| ---- \| --------------------- \| ----------------- \| ---- \| \| 1 \| Marek Saganowski \| Legia Warschau \| 6 \| \| 2 \| Rafał Boguski \| Wisła Krakau \| 4 \| \| 2 \| Wladimir Dwalischwili \| Legia Warschau \| 4 \| \| 2 \| Zwetan Genkow \| Wisła Krakau \| 4 \| \| 2 \| Rafał Leśniewski \| Zawisza Bydgoszcz \| 4 \| \| 2 \| Waldemar Sobota \| Śląsk Wrocław \| 4 \| |                       |                   |      |
| Rang | Spieler               | Verein            | Tore |
| 1 | Marek Saganowski      | Legia Warschau    | 6    |
| 2 | Rafał Boguski         | Wisła Krakau      | 4    |
| 2 | Wladimir Dwalischwili | Legia Warschau    | 4    |
| 2 | Zwetan Genkow         | Wisła Krakau      | 4    |
| 2 | Rafał Leśniewski      | Zawisza Bydgoszcz | 4    |
| 2 | Waldemar Sobota       | Śląsk Wrocław     | 4    |